# Tircis madérois
Pararge xiphia
Espèce
Statut de conservation UICN

 EN B1ab(iii,v) : En danger
Le Tircis madérois (Pararge xiphia) est une espèce de lépidoptères (papillons) de la famille des Nymphalidae, de la sous-famille des Satyrinae et du genre Pararge, endémique à Madère.

## Dénomination
Il a été nommé Pararge xiphia par Johan Christian Fabricius en 1775.

### Noms vernaculaires
Le Tircis maderois se nomme  Madeiran Speckled Wood en anglais.

## Description
Le Tircis madérois est un papillon de taille moyenne marron ornementé de petites taches de couleur orange vif avec aux antérieures un ocelle noir pupillé de blanc. Les postérieures ne présentent que quelques taches orange disposées en ligne submarginale, et chaque tache est centrée par un ocelle noir pupillé de blanc.
Le verso des antérieures est semblable, avec l'ocelle à l'apex alors que les ailes postérieures possèdent une marque blanche de la côte et une ligne d'ocelles cerclés d'orange.

## Biologie

### Période de vol et hivernation
Le Tircis madérois est polyvoltin et vole toute l'année, l'existence d'un hivernage est incertain.

### Plantes hôtes
Les plantes hôtes de sa chenille sont diverses poacées (graminées) : Brachypodium sylvaticum, Holcus latanus, Agrostis gigantea .

## Écologie et distribution
Le Tircis madérois est uniquement présent à Madère,.

### Biotope
Le Tircis madérois réside dans les laurisylves et les chataigneraies.

### Protection
Le Tircis madérois est considéré comme en danger (EN) sur la liste rouge de l'IUCN